# Харсу
Харсу (на акадски: 𒄯𒍮 или Ḫar.Zum) е осми цар на Асирия, от династията на „17 царе, които живели в палатки“. Той наследява трона от Имсу. Управлява в периода 2322 – 2309 пр.н.е.